# Victoria (voornaam)
Victoria is een meisjesnaam. De naam is afgeleid van het Latijnse victor, dat overwinning of overwinnaar betekent. De mannelijke vorm van de naam is Victor.
In Nederland waren er in 2017 1580 vrouwen met de voornaam Victoria, 4547 met dito volgnaam en 31 mannelijke naamdragers. In België droegen in 2019 6461 vrouwen de naam Victoria.

## Bekende personen
Enkele bekende naamdraagsters zijn:
- Victoria van het Verenigd Koninkrijk, koningin van 1837-1901
- Prinses Victoria, kroonprinses van Zweden
- Victoria Beckham, voormalig zangeres van de Spice Girls
- Victoria Koblenko, Nederlandse actrice
- Victoria Justice, Amerikaanse actrice

- Victoria is de vijfde naam van prinses Amalia
- Victoria is de derde naam van prinses Eléonore